# Kaya (département)
Pour les articles homonymes, voir Kaya.
Ne doit pas être confondu avec Kayao (département) ou Kayan (département).
Cet article concerne le département et la commune urbaine. Pour la ville chef-lieu, voir Kaya (Burkina Faso).
Kaya est un département et une commune urbaine du Burkina Faso, situé dans la province du Sanmatenga et la région du Centre-Nord. C'était la capitale de l'ancien royaume de Boussouma, et c'est aujourd'hui la capitale de la province et de la région.

## Géographie

### Démographie
- En 2003, le département comptait 100 544 habitants estimés[2].
- En 2006, le département comptait 117 122 habitants recensés[3].
- En 2019, le département comptait 208 682 habitants recensés[1].

## Administration

### Chef-lieu et préfecture
La ville de Kaya est le siège de la préfecture du département, et le chef-lieu de la province et de la région.

### Mairie
| Période                                  | Période  | Identité | Étiquette | Qualité |
| ---------------------------------------- | -------- | -------- | --------- | ------- |
|                                          | en cours |          |           |         |
| Les données manquantes sont à compléter. |          |          |           |         |

### Ville et villages
Le département et la commune urbaine est composé administrativement d'une ville chef-lieu homonyme, également chef-lieu de la province et de la région (données de population consolidées en 2012, issues du recensement général de 2006) :
- Kaya, subdivisée en sept secteurs urbains (totalisant 54 365 habitants) :

- Secteur 1 (7 855 habitants)
- Secteur 2 (6 783 habitants)
- Secteur 3 (7 058 habitants)
- Secteur 4 (13 238 habitants)
- Secteur 5 (2 488 habitants)
- Secteur 6 (9 898 habitants)
- Secteur 7 (7 045 habitants)

et de soixante-dix villages ruraux (totalisant 62 757 habitants) :
- Arouem (847 habitants)
- Bakouta (400 habitants)
- Bandaga-Mossi (468 habitants)
- Bandaga-Naba-Peulh (33 habitants)
- Bandaga-Peulh (548 habitants)
- Bangassé (998 habitants)
- Baobokin (778 habitants)
- Basbériké (662 habitants)
- Basnéré (2 308 habitants)
- Bendogo (669 habitants)
- Bissiga (677 habitants)
- Bissiguin (636 habitants)
- Dahisma (1 404 habitants)
- Damané (1 219 habitants)
- Dapologo (1 435 habitants)
- Damesma (946 habitants)
- Delga (1 379 habitants)
- Dem (1 677 habitants)
- Dembila-Mossi (352 habitants)
- Dembila-Peulh (308 habitants)
- Dondollé (1 303 habitants)
- Fanka (2 595 habitants)
- Foulou-Yarcé (523 habitants)
- Foura (970 habitants)
- Gâh (1 504 habitants)
- Gantodogo (474 habitants)
- Gouguin (696 habitants)
- Goulguin-Yarcé (884 habitants)
- Ilyalla (533 habitants)
- Iryastenga (471 habitants)
- Kalambaogo (2 789 habitants)
- Kamsaogo (803 habitants)
- Kankandé (754 habitants)
- Konéan (2 412 habitants)
- Konkin (886 habitants)
- Kougouri (1 173 habitants)
- Koulogo (1 317 habitants)
- Koutoula-Yarcé (840 habitants)
- Légouré (202 habitants)
- Loundogo (239 habitants)
- Namsigui (1 154 habitants)
- Napalgué (1 076 habitants)
- Niangado (891 habitants)
- Nongfaïré-Bangré (579 habitants)
- Nongfaïré-Mossi (495 habitants)
- Oualga (1 564 habitants)
- Pampa (1 046 habitants)
- Paspanga (353 habitants)
- Pousdem (195 habitants)
- Roaguin (450 habitants)
- Roumtenga (507 habitants)
- Sanrgo (2 239 habitants)
- Sanrgo-Peulh (117 habitants)
- Sian (925 habitants)
- Silga (841 habitants)
- Silmiougou (2 189 habitants)
- Songodin (461 habitants)
- Sorogo (446 habitants)
- Tampèlga-Yarcé (461 habitants)
- Tangasgo (977 habitants)
- Temmiga (379 habitants)
- Tibtenga (529 habitants)
- Tiffou (851 habitants)
- Toécé (804 habitants en tout, 134 habitants sans Waftoèga)
  - Waftoèga (670 habitants), rattaché à Toécé
- Tougouri (610 habitants)
- Zablo (357 habitants)
- Zandogo (762 habitants)
- Zingdnogo (615 habitants)
- Zorkoum (1 326 habitants)
- Zoura (446 habitants)

## Santé et éducation
Le département accueille onze centres de santé et de promotion sociale (CSPS) : à Kaya dans les secteurs 1, 4, 6, 7, Namsigui, Napalgué, Basnéré, Delga, Damesma, Tangasgo et Kalambaogo ; ainsi que le centre hospitalier régional (CHR) à Kaya.